# Terremoto della Daunia del 1361

Il terremoto della Daunia del 1361 fu un evento sismico che colpì il settore meridionale del distretto storico-geografico della Daunia, corrispondente all'antico giustizierato di Capitanata nell'ambito dell'allora Regnum Siciliae citra Pharum, meglio noto come Regno di Napoli.
Il terremoto si verificò alle ore 17:15, con epicentro localizzato presso Ascoli di Puglia (l'attuale Ascoli Satriano) a cavallo tra le propaggini meridionali del Tavoliere delle Puglie e del Subappennino dauno, circa 27 km a sud della città di Foggia e 25 km a nord del complesso vulcanico del Vulture. I crolli più diffusi si registrarono proprio ad Ascoli di Puglia, dove il terremoto fu risentito con intensità pari al X grado della scala Mercalli) e la ricostruzione si protrasse per diversi decenni ma    notevoli furono anche i danni patiti a Canosa di Puglia ove peraltro la scossa fu assai meno intensa (VIII grado della scala Mercalli).
Le fonti coeve non citano altre località colpite al di fuori della valle dell'Ofanto, tuttavia studi storici di epoca posteriore hanno potuto accertare che danni cospicui si registrarono anche a Bovino (nella valle del Cervaro, con intensità pari al IX grado della scala Mercalli) nonché a Sant'Agata di Puglia e Rionero in Vulture (intensità: VII-VIII grado). L'Istituto Nazionale di Geofisica e Vulcanologia ha valutato la magnitudo equivalente di questo terremoto pari a 5.99Mw, mentre non sono possibili stime precise sul numero delle vittime, comunque nell'ordine delle migliaia.